# Pascual Cervera y Topete
Pascual Cervera y Topete (Medina-Sidonia, 18 febbraio 1839 – Puerto Real, 3 aprile 1909) fu un ammiraglio della marina militare spagnola.

## Biografia
Cervera aveva una lunga esperienza come veterano pluridecorato; queste decorazioni vennero guadagnate durante le guerre Carliste, prima di ritirarsi ed ottenere l'incarico di ministro della marina.
In virtù di questa esperienza gli fu conferito l'incarico, dopo lo scoppio della guerra ispano-americana, di guidare la squadra spagnola incaricata di forzare il blocco navale statunitense di Cuba. La sua formazione navale però, partiva già svantaggiata in quanto la sua ammiraglia, l'incrociatore Cristóbal Colón, costruito in Italia, per l'urgenza della consegna venne consegnato privo della torre principale che doveva portare due cannoni da 254 mm.
Cervera quindi raggiunse Santiago di Cuba e si predispose a forzare il blocco al mattino seguente. Il suo avversario, ammiraglio Sampson, comandava una forza di blocco consistente di corazzate ed incrociatori corazzati (tra cui la USS Brooklyn), superiore come potenza di fuoco alla squadra spagnola. Cervera tentò di superare gli statunitensi in velocità ma, a causa anche del carbone di qualità inferiore caricato a Santiago dovette accettare il combattimento, e infine fece incagliare la sua ammiraglia su una scogliera per impedirne il recupero. Fu infine recuperato ferito e trattato con tutti gli onori dagli avversari.
Da allora, la squadra navale spagnola ha sempre avuto una nave a lui intitolata.